# 道の駅ビオスおおがた
道の駅ビオスおおがた（みちのえき ビオスおおがた）は、高知県幡多郡黒潮町浮鞭にある国道56号の道の駅である。
地場産品販売コーナー「ひなたや」やレストランが入った物産館と、土佐西南大規模公園の情報等を発信する情報館から成る。

## 施設
- 駐車場
  - 普通車：25台
  - 大型車：2台
  - 身障者用駐車場：1台
- トイレ
  - 男：大 4器（2器）、小 11器（3器）
  - 女：8器（3器）
  - 身障者用：2器（1器）

※（）内は、24時間利用可能
- 公衆電話
- 特産品売店（7：00 - 19：00、無休） 鰹のタタキ、グアバアイスとどぶろくアイスが人気。
- レストラン（7：00 - 21：00、無休）

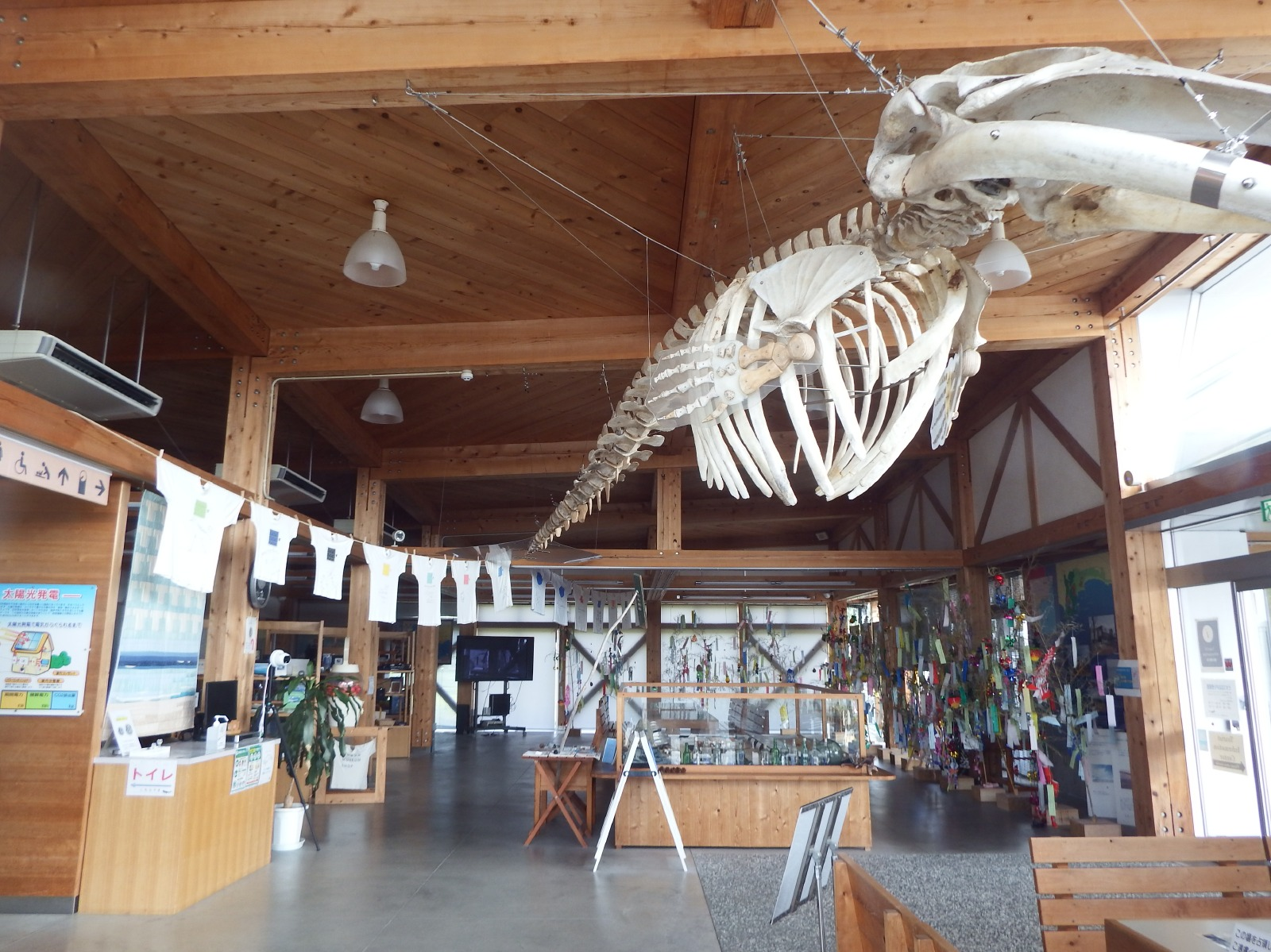
情報館

- 情報館（8：30 - 17：00） ミンククジラの骨などを展示。

### 管理団体
- 黒潮町（旧・大方町）、（有）ビオス

## 休館日
- 年中無休

## 周辺
- 土佐くろしお鉄道中村線 浮鞭駅
- 浮鞭郵便局
- 入野松原
- オートキャンプ場とまろっと
- 大方あかつき館
- 四万十川